# 東海町 (東海市)
東海町（とうかいまち）は、愛知県東海市の地名。

## 地理
東海市西部に位置する。

## 歴史

### 町名の由来
地先に誘致された東海製鉄（現・日本製鉄名古屋製鉄所）の社名に由来する。

## 交通
- 国道247号荒尾インターチェンジ・加家インターチェンジ
- 愛知県道249号

## 施設
- 日本製鉄名古屋製鉄所
- 製鉄公園
- 中新田公園
- 東海公園
- 愛知製鋼中新田緑地
- 伊勢湾海運東海営業所
- 鯱第一交通東海営業所

### WEB
1. ↑  “愛知県東海市の町丁・字一覧”.   人口統計ラボ. 2024年2月12日閲覧。
2. ↑  “愛知県東海市の郵便番号一覧”.   日本郵便. 2024年2月11日閲覧。
3. ↑  “ナンバープレートについて”.   一般社団法人愛知県自動車会議所. 2024年1月21日閲覧。
4. ↑  “まちの概要”.   東海市. 2024年10月24日閲覧。

### 書籍
1. ↑  「角川日本地名大辞典」編纂委員会 1989, p. 1733.